# Thằn lằn sa mạc
Thằn lằn sa mạc (danh pháp hai phần: Lacerta agilis) là một con thằn lằn phân bố ở hầu hết châu Âu và về phía đông Mông Cổ. Nó không hiện diện ở bán đảo Iberia hoặc châu Âu Thổ Nhĩ Kỳ. Phạm vị phân phối của nó là thường loang lổ không liên tục.
Các con thằn lằn cát có một bụng sáng và một dải lưng: con đực có xu hướng bị sẫm màu hơn và màu sắc và chuyển một phần hoặc toàn bộ sáng màu xanh lá cây trong mùa giao phối. Thằn lằn cát có thể đạt đến chiều dài 25 cm.
Nó có nhiều phân loài, về phía tây có Lacerta agilis agilis. Tại đây và các phụ loài phía tây khác (Lacerta agilis argus) sọc vằn trên lưng mỏng và bị gián đoạn, hoặc không có mặt ở tất cả. Điều này đặc biệt áp dụng cho các phân loài này, mà cũng bao gồm một từng vệt đỏ trơn hoặc lưng nâu mà không có bất kỳ đốm lưng. Trong hai phụ loài chỉ có hai cánh của những con đực chuyển sang màu xanh trong mùa giao phối, nhưng trong phân loài đông (chủ yếu là Lacerta agilis exigua) nam giới có thể được hoàn toàn màu xanh lá cây, thậm chí bên ngoài mùa sinh sản.
Tại Anh, thằn lằn sa mạc bị hạn chế ở các vùng cây thạch nam phía Nam và các cồn cát ven biển phía tây bắc nước Anh. Nó được coi là bị đe dọa và bảo vệ nghiêm ngặt theo pháp luật Anh - cũng như ở khắp châu Âu (nó là một loài được bảo vệ châu Âu). Điều này là trái ngược với Lacerta agilis exigua, có tên Nga tạm dịch là "thằn lằn thông thường".
Chúng đẻ trứng trong cát tơi ở một vị trí đầy nắng, để lại cho họ để được ủ ấm áp của mặt đất.